# 生命記号論
生命記号論（せいめいきごうろん、英：Biosemiotics）とは、ひとつの生体系内や複数の生体系間に見出される、多様なコミュニケーションの形式と、その真意について探究する、学際的な研究分野である。この分野の主な研究内容としては、遺伝子の塩基配列、細胞間の情報伝達、動物の誇示行動、言語や思想などの人間界における記号、等々の表現様式、意味、趣意、そして、その暗号および記号が形成される過程における生物学的意義が挙げられる。
「意図」・「目的」・「信号」・「暗号」・「記号」など、これらの用語は、あまりに隠喩的であるということと、いつの日か、そのような用語は、物理化学的な数式や反応式へと還元される、という考えとは、今日に至るまで、暗黙のうちに信じられてきた。しかし、このような考え（全ての生命現象は数式や反応式へと還元される、という考え）は、理論上であっても、立証し難いことが判ってきつつある。そのような時代背景にあって、生命記号論の学際的研究の場においては、生命科学の諸分野間の交流　―生命科学と人文科学との間についても同様に―　を再燃させようとしており、この分野の活性化を図っている。

## 研究者
- クラウス・エメッシェ（哲学、理論生物学　コペンハーゲン大学）
- 川出由己（ウィルス学、分子生物学　京都大学）
- マルティン・クランペン（記号学、視覚コミュニケーション学　シュヴェービッシュ・グミュント造形大学）
- カレヴィ・クル（記号学、理論生物学　タルトゥ大学）
- レオン・クロワザ（植物学、生物地理学　アンデス大学）
- ポール・コブリー（記号学、文芸学　ミドルセックス大学）
- トマス・セブク（またはシービオク）（記号学、言語人類学　インディアナ大学）
- テレンス・ディーコン（神経人類学　カルフォルニア大学バークレー校）
- ジョン・ディーリー（哲学、記号学　聖ヴィンセント大学）
- ルネ・トム（数学　フランス高等科学研究所）
- 中島敏幸（進化生態学、生物物理学　愛媛大学）
- ハワード・Ｈ・パティー（理論生物学　ニューヨーク州立大学ビンガムトン校）
- マルチェッロ・バルビエリ（理論生物学　フェラーラ大学）
- ドナルド・ファヴァロー（哲学、応用言語学　シンガポール国立大学）
- マルセル・フローキン（生化学　リエージュ大学）
- ジョージオ・プロディ（記号学、腫瘍学　ボローニャ大学）
- ハイニ・ヘディガー（動物園学　チューリッヒ大学）
- イェスパー（またはジェスパー）・ホフマイヤー（生化学、理論生物学　コペンハーゲン大学）
- ティモ・マラン（記号学　タルトゥ大学）
- テューレ・ｖ・ユクスキュル（心療内科学　ウルム大学）
- ヤーコブ・ｖ・ユクスキュル（哲学、動物学　ハンブルク大学）
- リュドミラ・ラツコヴァ（記号学、言語学　パラツキー大学オロモウツ）
- ロバート・ローゼン（生物物理学　ダルハウジー大学）
- フリードリッヒ・Ｓ・ロートシルト（記号学、精神医学　ニューヨーク科学アカデミー）
- ルイス・Ｍ・ロチャ（システム科学　ニューヨーク州立大学ビンガムトン校）
- クラウディオ・J・ロドリゲス・H.（記号学、形而上学　パラツキー大学オロモウツ）

## 参照

### 学会・団体
- 国際生命記号論研究学会ホームページ
- 国際記号学会ホームページ
- 日本記号学会ホームページ
- 日本数理生物学会ホームページ
- 日本生態心理学会ホームページ
- 日本生物音響学会ホームページ
- 日本動物行動学会ホームページ
- 日本動物心理学会ホームページ
- 日本認知科学会ホームページ

### 図書
- 今西錦司著『生物の世界』（講談社文庫、1972年）

- ハイニ・ヘディガー著『文明に囚われた動物たち　動物園のエソロジー』（今泉吉晴、今泉みね子訳、思索社、1983年）

- トマス・シービオク著『自然と文化の記号論』（池上嘉彦編訳、勁草書房、1985年）
- トマス・シービオク著『動物の記号論』（池上嘉彦編訳、勁草書房、1989年）
- 多田富雄著『免疫の意味論』（青土社、1993年）
- 多田富雄著『生命の意味論』（新潮社、1997年）
- ジョン・ディーリー『記号学の基礎理論』（大熊昭信訳、法政大学出版局・ウニベルシタス叢書、1998年）
- テレンス・ディーコン『ヒトはいかにして人となったか　―言語と脳の共進化』（金子隆芳訳、新曜社、1999年）

- ジェスパー・ホフマイヤー著『生命記号論　―宇宙の意味と表象―』（松野幸一郎、高原美規訳、青土社、1999年）
- ヤーコプ・ｖ・ユクスキュル、ゲオルク・クリサート著『生物から見た世界』（日高敏隆、羽田節子訳、岩波文庫、2005年）
- 川出由己著『生物記号論　主体性の生物学』（京都大学学術出版会、2006年）
- 日高敏隆著『動物と人間の世界認識　―イリュージョンなしに世界は見えない』（ちくま学芸文庫、2007年）
- アントニオ・リマ＝デ＝ファリア著『生物への周期律　―自然界のリズムと進化』（松野幸一郎監修、土明文訳、工作舎、2010年）
- ヤーコプ・ｖ・ユクスキュル著『動物の環境と内的世界』（前野佳彦訳、みすず書房、2012年）
- 矢倉英隆著『免疫から哲学としての科学へ』（みすず書房、2023年）